# Seznam českých trezorových filmů
Seznam českých trezorových filmů obsahuje české a československé (tedy z logiky věci také slovenské) filmy, které bylo v některých obdobích zakázáno promítat v kinech, vysílat v televizi nebo jinak veřejně šířit. Seznam trezorových filmů není úplný.
Jako příklad mohou sloužit filmy, které byly buď staženy z distribuce, anebo se do kin vůbec nedostaly v době politické normalizace v ČSSR. Příčinou mohly být jak děj samotného filmu, tak politické zavržení některého z tvůrců (ať už herců, nebo režiséra či scenáristy). Československá Ústřední půjčovna filmů, která měla monopol na poskytování filmových kopií pro kina, takové filmy musela zadržet a nenabízet v distribuci, popřípadě je vůbec nedostala. Většina takových filmů byla pro veřejnost uvolněna až po roce 1989.

## Seznam
| Název filmu                                | Premiéra | Stažení z distribuce | Uvolnění | Poznámka |
| ------------------------------------------ | -------- | -------------------- | -------- | --- |
| 322                                        | 1970     |                      |          | |
| Archa bláznů                               | —        | —                    | 1990     | natočen 1969–1970, dokončen 1990                                                                                       |
| Ať žije republika                          | 1965     |                      |          | |
| Až přijde kocour                           | 1963     |                      | 1990     | |
| Bílá paní                                  | 1965     |                      |          | |
| Bony a klid                                | 1988     |                      |          | |
| Byt[nepřesný odkaz]                        |          |                      |          | |
| Černý Petr                                 | 1964     |                      |          | |
| Československé jaro 1968                   |          |                      |          | |
| Čest a sláva                               | 1969     |                      | 1990     | |
| Daleká cesta                               |          |                      |          | |
| Démanty noci                               |          |                      |          | |
| Den sedmý, osmá noc                        |          |                      |          | |
| Devět kapitol ze starého dějepisu          |          |                      |          | |
| Dovidenia v pekle, priatelia               |          |                      |          | |
| Džusový román                              |          |                      |          | |
| Eden a potom                               |          |                      |          | |
| Ezop[nepřesný odkaz]                       |          |                      |          | |
| Farářův konec                              | 1969     |                      | 1990     | |
| Flirt ze slečnou Stříbrnou                 |          |                      |          | |
| Hlídač                                     |          |                      |          | |
| Hoří, má panenko                           |          |                      |          | |
| Hotel pro cizince                          |          |                      |          | |
| Hra o jablko                               |          |                      |          | |
| Hvězda jede na jih                         |          |                      |          | |
| Intimní osvětlení                          |          |                      |          | |
| Inzerát na dům, ve kterém už nechci bydlet |          |                      |          | |
| Ja milujem, ty miluješ                     |          |                      |          | |
| Já, truchlivý bůh                          |          |                      |          | |
| Kateřina a její děti                       |          |                      |          | |
| Každý den odvahu                           | 1965     |                      | 1990     | |
| Kladivo na čarodějnice                     | 1969     |                      |          | |
| Kočár do Vídně                             |          |                      |          | |
| Konec jasnovidce                           |          |                      |          | |
| Konec srpna v hotelu Ozon                  |          |                      |          | |
| Konec velké epochy                         |          |                      |          | |
| Ľalie poľné                                |          |                      |          | |
| Mraveniště                                 |          |                      |          | |
| Muž, ktorý luže                            | 1968     |                      |          | |
| Nahota[nepřesný odkaz]                     |          |                      |          | |
| Návrat ztraceného syna                     |          |                      |          | |
| Návštěvy                                   |          |                      |          | |
| Nebeští jezdci                             | 1968     |                      |          | |
| Noc nevěsty                                |          |                      |          | |
| O slavnosti a hostech                      | 1966     |                      | 1990     | |
| Obchod na korze                            |          |                      |          | |
| Obrazy starého světa                       |          |                      |          | |
| Obžalovaný                                 |          |                      |          | |
| Ostře sledované vlaky                      |          |                      |          | |
| Ovoce stromů rajských jíme                 |          |                      |          | |
| Panel story                                |          |                      |          | |
| Pasťák                                     | —        | —                    | 1990     | natočen 1969–1970, práce na filmu byly zakázány po prvním sestřihu, dokončen 1990                                      |
| Postava k podpírání                        |          |                      |          | |
| Postřižiny                                 |          |                      |          | |
| Případ Barnabáš Kos                        |          |                      |          | |
| Případ pro začínajícího kata               |          |                      |          | |
| Pytlákova schovanka                        |          |                      |          | |
| Sedmikrásky                                | 1966     |                      |          | |
| Skřivánci na niti                          | —        | —                    | 1990     | natočen a dokončen 1969, nebyl však uvolněn do distribuce                                                              |
| Slnko v sieti                              |          |                      |          | |
| Směšný pán                                 |          |                      |          | |
| Smrt si říká Engelchen                     |          |                      |          | |
| Smuteční slavnost[nepřesný odkaz]          |          |                      |          | |
| Snídaně v trávě                            |          |                      |          | |
| Sokolovo                                   |          |                      |          | |
| Spalovač mrtvol                            | 1969     |                      | 1990     | |
| Spříznění volbou                           |          |                      |          | dokument o politickém tání od jara do podzimu 1968                                                                     |
| Straka v hrsti                             |          |                      |          | |
| Strážce majáku                             |          |                      |          | |
| Stud                                       |          |                      |          | |
| Svatba jako řemen                          | 1967     |                      | 1989     | stažen z distribuce kvůli protirežimnímu vystupování Pavla Landovského                                                 |
| Svědomí                                    |          |                      |          | |
| Světáci                                    |          |                      |          | |
| Šíleně smutná princezna                    | 1968     |                      |          | stažen z distribuce po emigraci hudebního skladatele Jana Hammera a po zákazu veřejného vystupování pro Darka Vostřela |
| Škola otců                                 |          |                      |          | |
| Štěnata                                    |          |                      |          | |
| Tři přání                                  | 1958     | 1959                 | 1963     | |
| Třicet panen a Pythagoras                  |          |                      |          | |
| Ucho                                       | —        | —                    | 1990     | natočen a dokončen 1969, nebyl však uvolněn do distribuce                                                              |
| Utrpení mladého Boháčka                    | 1969     |                      | 1990     | stažen z distribuce kvůli protirežimnímu vystupování Pavla Landovského                                                 |
| V srdci Evropy                             |          |                      |          | |
| V tunelu                                   |          |                      |          | |
| Valerie a týden divů                       |          |                      |          | |
| Velká samota                               |          |                      |          | |
| Všichni dobří rodáci                       | 1969     |                      | 1990     | |
| Vtáčkovia, siroty a blázni                 |          |                      |          | |
| Vyloženě rodinná historie                  |          |                      |          | |
| Zabitá neděle                              |          |                      |          | |
| Zahrada[nepřesný odkaz]                    |          |                      |          | |
| Zářijové noci                              |          |                      |          | |
| Zbehovia a pútnici                         | 1968     |                      |          | |
| Zde jsou lvi                               |          |                      |          | |
| Žert                                       | 1969     |                      | 1990     | |